# Ferrocarril en Hungría

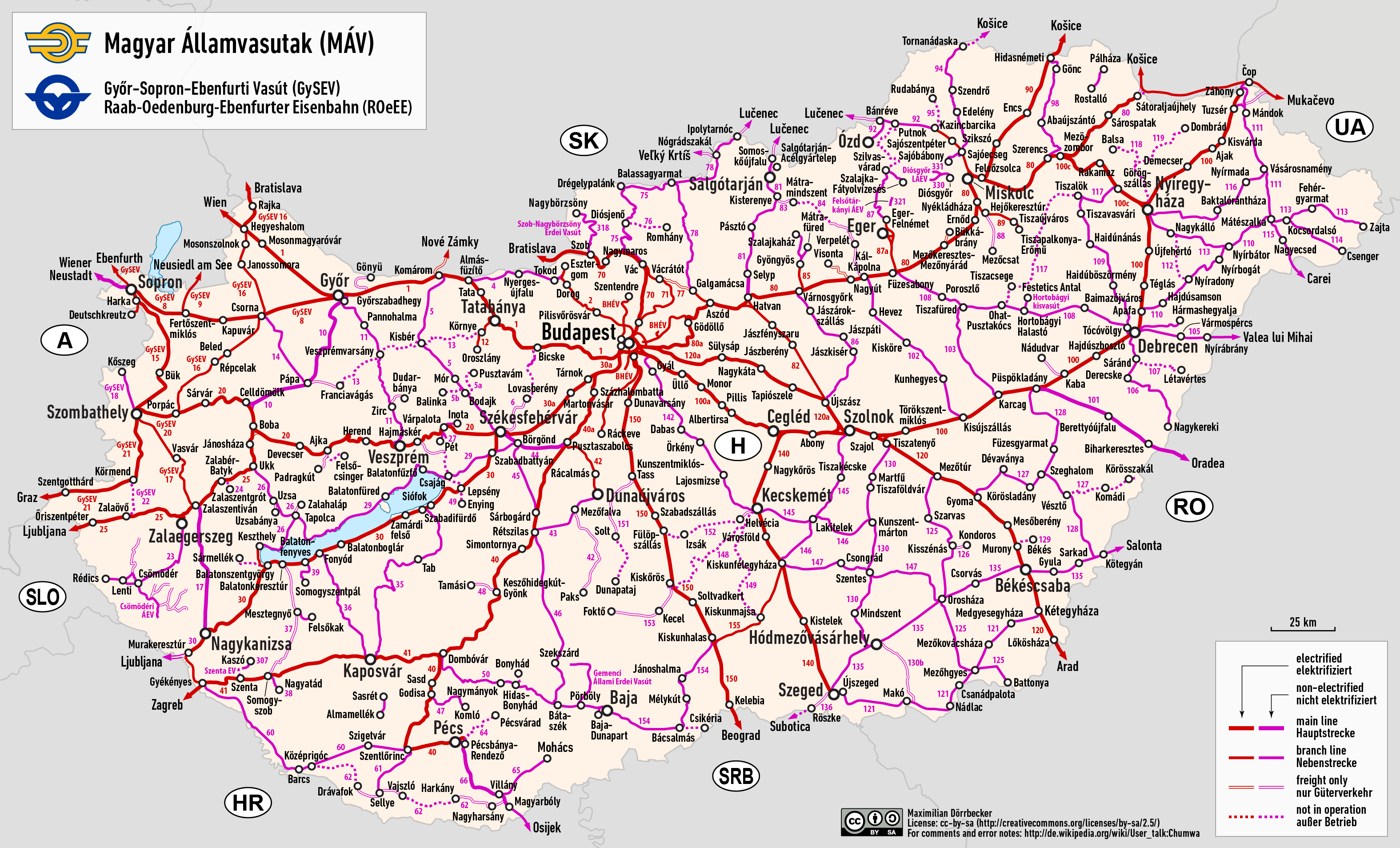
Mapa ferroviario de Hungría.

El transporte ferroviario en Hungría pertenece principalmente a la empresa nacional de ferrocarriles MÁV, y una parte importante de la red es propiedad de GySEV y está operada por ella.
La red ferroviaria consta de 7.893 km, su ancho de vía es de 1.435 mm, de ancho estándar, y 3.060 km están electrificados.
Hungría es miembro de la Unión Internacional de Ferrocarriles (UIC). El código de país de la UIC para Hungría es 55.

## Estadísticas
- Total de líneas de ferrocarril: 7.606 km.
  - Ancho estándar: 7.394 km.
  - Ancho ruso: 36 km de 1.520 mm
  - Vía estrecha: 176 km.

Nota: Los ferrocarriles de ancho estándar y de ancho ruso son operados por los Ferrocarriles Estatales y también los siguientes ferrocarriles de vía estrecha: Nyíregyháza-Balsai Tisza part/Dombrád; Balatonfenyves-Somogyszentpál; Kecskemét-Kiskunmajsa/Kiskőrös y el Ferrocarril de los Niños en Budapest. Todos los demás ferrocarriles de vía estrecha son dirigidos por compañías forestales estatales u organizaciones locales sin fines de lucro.

### Rendimiento financiero y estadísticas de las empresas
- Ingresos: 372.549 millones de Ft (2014)[1]
- Ingresos netos: 22.851 millones de Ft (2014)[1]
- Número de empleados: 38.456 (2009)
- Propietario: Estado húngaro (100% de propiedad estatal)

### Enlaces ferroviarios con países adyacentes
Mismo ancho de vía:
- Austria - cambio de voltaje 25 kV AC / 15 kV CA
- Eslovenia - cambio de voltaje 25 kV AC / 3 kV CC
- Croacia - mismo voltaje 25 kV CA
- Serbia - mismo voltaje 25 kV CA
- Rumanía - mismo voltaje 25 kV CA
- Eslovaquia - mismo voltaje 25 kV CA (oeste) y 3 kV CC (este)

Cambio de ancho (1.520 mm):
- Ucrania - no hay conexión ferroviaria electrificada

## Mapas ferroviarios modernos e históricos
|                                              |
| Mapa ferroviario de Austria-Hungría de 1898. |

|                                                |
| Mapa ferroviario del Reino de Hungría de 1912. |

|                                                      |
| Mapa de los ferrocarriles electrificados de Hungría. |

## Ferrocarril urbano

### Trenes de cercanías
La mayor aglomeración de Hungría tiene un sistema ferroviario suburbano:
| Ciudad   | Sistema | Operador | Electrificación | Sistema conductor | Ancho de vía              | Tráfico bidireccional                                      |
| -------- | ------- | -------- | --------------- | ----------------- | ------------------------- | ---------------------------------------------------------- |
| Budapest | BHÉV    | MÁV      | 1000 V CC       | Catenaria         | 1.435 mm (ancho estándar) | Tráfico por la derecha (a excepción de las líneas H8 y H9) |

### Metro
La ciudad más grande de Hungría tiene un sistema de metro:
| Ciudad   | Sistema           | Electrificación                               | Sistema conductor                                                    | Ancho de vía            | Tráfico bidireccional | Abierto           |
| -------- | ----------------- | --------------------------------------------- | -------------------------------------------------------------------- | ----------------------- | --------------------- | ----------------- |
| Budapest | Metro de Budapest | 550 V CC (M1) 750 V CC (M4) 825 V CC (M2, M3) | Catenaria (M1) Tercer riel ((M2, M3, M4), (M2, M3, M4), (M2, M3, M4) | 1.435 mm ancho estándar | Tráfico derecho       | 3 de mayo de 1896 |

### Tranvía
También hay varios sistemas de tranvías en muchas ciudades, que se enumeran a continuación:
| Ciudad   | Sistema             | Electrificación | Sistema conductor | Ancho de vía            | Tráfico bidireccional | Abierto             |
| -------- | ------------------- | --------------- | ----------------- | ----------------------- | --------------------- | ------------------- |
| Budapest | Tranvía de Budapest | 600 V CC        | Catenaria         | 1.435 mm ancho estándar | Tráfico derecho       | 30 de julio de 1866 |
| Debrecen | Tranvía de Debrecen | 600 V CC        | Catenaria         | 1.435 mm ancho estándar | Tráfico derecho       | 16 de marzo de 1911 |
| Miskolc  | Tranvía de Miskolc  | 600 V CC        | Catenaria         | 1.435 mm ancho estándar | Tráfico derecho       | 10 de julio de 1897 |
| Szeged   | Tranvía de Szeged   | 600 V CC        | Catenaria         | 1.435 mm ancho estándar | Tráfico derecho       | 1 de julio de 1884  |